# Hal Schaefer
Hal Schaefer (* 22. Juli 1925 in New York City; † 8. Dezember 2012 in Fort Lauderdale, Florida) war ein US-amerikanischer Jazzpianist und Filmkomponist.

## Leben und Wirken
Schaefer spielte zu Beginn seiner Karriere bei Stan Kenton, Benny Carter und in Dave Barbours Band Four of a Kind, die die Sängerin Peggy Lee begleitete, ferner in den Bigbands von Harry James und Boyd Raeburn. Er war auch als Vokal-Coach für Marilyn Monroe tätig und arbeitete mit June Christy. 1955 entstand im Rahmen der Jazz Workshop-Sessions bei RCA Victor sein Debütalbum mit einem Programm aus Jazzstandards wie Blue Skies oder Spring is Here und Eigenkompositionen. In den 1960er Jahren folgten weitere Aufnahmen; so spielte er 1964 mit seinem Quartett Musik für den Thriller Angriffsziel Moskau von Sidney Lumet auf, doch dieser entschied, den Film ohne Soundtrack zu veröffentlichen. Er arbeitete auch für Howard Hawks, George Cukor, Walter Lang, Hal Prince und Otto Preminger. Ab Anfang der 1990er Jahre legte er noch weitere Aufnahmen unter eigenem Namen vor; so nahm er 2000 ein Tributalbum anlässlich Marilyn Monroes 75. Geburtstags auf.
2009 wurde Hal Schaefer für den Arts Jazz Masters Fellowship des National Endowment for the Arts nominiert. Der Kritiker Ken Dryden bezeichnet Schaefer als typischen Vertreter des Mainstream-Piano-Jazz im Stl von Dick Hyman, der Einflüsse von Art Tatum verarbeitet.

## Filmographie (Auswahl)
- 1950: Die schwarze Lawine (Regie: Mel Ferrer) – Pianist
- 1952: Mit einem Lied im Herzen (Regie: Walter Lang) – Pianist
- 1954: Rhythmus im Blut (Regie: Walter Lang) – Musikarrangement, Komponist
- 1965: Goldfalle (Regie: Burt Kennedy) – Komponist
- 1977: Der Tiger aus Taipeh (Regie: Robert Clouse) – Komponist (als Hal Schaffer)

## Diskographische Hinweise
- RCA Victor Jazz Workshop (RCA, 1955) mit Hal McKusick, Nick Travis, Jimmy Nottingham, Don Lamond, Ed Shaughnessy, Urbie Green, Billy Byers, Sam Marowitz, Milt Hinton, Osie Johnson
- Ten Shades Of Blue (United Artists Records, 1960)
- How Do You Like This Piano Playing? (Summit, 1960, ed. 2009)
- Solo, Duo, Trio (1991) mit Jay Anderson, Roy Mosca
- June 1st: A Date to Remember (Summit, 2000)
- World Class Brilliant (Summit, 2011)